# 施托德欽肯山

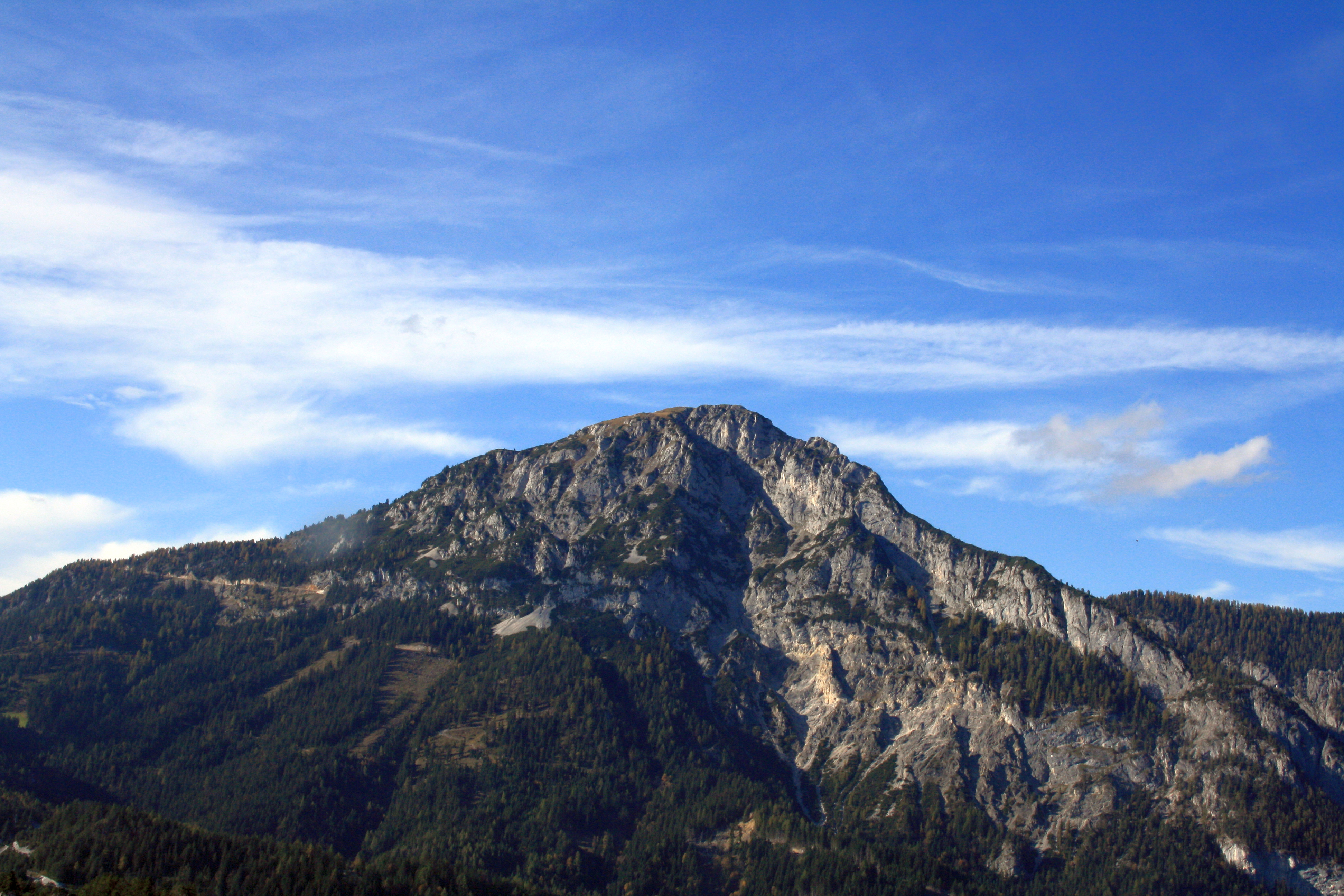

47°27′33.23″N 13°49′42.8″E / 47.4592306°N 13.828556°E
施托德欽肯山（德語：Stoderzinken），是奧地利的山峰，位於該國中部，由施泰爾馬克州負責管轄，屬於达赫施泰因山脉的一部分，距離米特峰3.6公里，海拔高度2,048米，每年平均降雨量2,029毫米。